# Konti József
Konti József, 1895-ig Kohn (Varsó, 1852. október 24. – Budapest, Erzsébetváros, 1905. október 23.) karmester, zeneszerző.

## Életútja
Kohn Chaim kereskedő fiaként született. A Varsói Konzervatóriumban tanult, majd Apolinary Kątski (1825–1879) tanácsára beiratkozott a Bécsi Zeneakadémiára, ahol többek között Felix Otto Dessoff növendéke volt. Később Franz von Suppé mellett képezte magát a gyakorlati, főleg a színpadi zenepályára. Mint karmester legelőször Salzburgban működött, ahol egy egyfelvonásos operettjét is előadták. 1876-ban Debrecenben működött Mándoky Bélánál. 1878-ban Kolozsvárott és Nagyváradon, 1882–83-ban Győrben vezényelt. 1884-ben a Népszínházhoz szerződtették Erkel Elek mellé és az intézmény kötelékében mint első karmester működött. 1903-ban a Király Színházhoz ment át. Nagy sikereket aratott több eredeti operettjével, melyek a közönség kedvenceivé lettek és állandó műsordarabjai voltak a Népszínháznak.
Felesége Kohn Jozefa, fia Konti Ödön (1889–?) volt.
Nagy részvét mellett a Kozma utcai izraelita temetőben kísérték utolsó útjára. Az egyházi szertartás gyászénekkel kezdődött, melyet Lazarus Adolf főkántor vezetett, majd Hevesi Samu rabbi búcsúztatta az elhunytat. Végül Beöthy László, a Király Színház igazgatója mondott búcsúztatót a színház nevében.

## Fontosabb művei
- A vadászok (1878)
- Szeget szeggel. Népszínmű. Szövegét írta. Follinus Aurél. Bemutató: 1883. január 4., Népszínház
- Az eleven ördög. Víg-operett három felvonásban. Bayard után színpadra dolgozta: Deréki Antal. Bemutató: 1884. augusztus 8., Budai Színkör
- Az ezres bankó. Népszínmű három felvonásban. Szövegét írta: Margitay Dezső. Bemutató: 1884. november 8., Várszínház
- Tunikás lányok. Népszínmű. Szövegét írta: Gerő Károly. Bemutató: 1886. január, Népszínház
- Királyfogás. Operett három felvonásban. Szövegét írta: Csiky Gergely. Bemutató: 1886. október 29., Népszínház
- Rokolyás bíró. Bohózatos népszínmű dalokkal három felvonásban. Szövegét írta: Szigeti József. Bemutató: 1889. január 29., Népszínház
- A suhanc. Operett három felvonásban. Bemutató: 1888. január 12., Népszínház
- A kópé. Operett három felvonásban. Bemutató. 1890. február 7., Népszínház
- A citerás. Operett három felvonásban. Szövegét írta: Murai Károly. Bemutató: 1894. február 23., Népszínház
- A gyimesi vadvirág. Népszínmű három felvonásban. Szövegét írta. Géczy István. Bemutató: 1897. március 9., Népszínház
- A talmi hercegné. Operett három felvonásban. Szövegét írta: Kövessy Albert, verseit: Makai Emil. Bemutató: 1898. február 4., Népszínház
- A fecskék. Operett három felvonásban. Szövegét egy francia vígjátékból írta: Pásztor Árpád. Bemutató: 1904. január 20., Király Színház